# Irishtown-Summerside
Irishtown-Summerside is een gemeente (town) in de Canadese provincie Newfoundland en Labrador. De gemeente ligt aan de Bay of Islands, aan de westkust van het eiland Newfoundland.

## Geschiedenis
Irishtown-Summerside ontstond in 1991 door de fusie van Irishtown en Summerside. Deze aan elkaar grenzende gemeenten hadden tot dan de status van community.

## Geografie
De gemeente ligt aan de noordelijke oever van Humber Arm, de grootste en meest zuidelijke arm van de Bay of Islands. Zowel het oostelijke Irishtown als het westelijke Summerside worden doorkruist door Route 440.
Aan de overkant van de 2 km brede Humber Arm ligt Corner Brook, de enige stad in het westen van Newfoundland. Irishtown-Summerside grenst in het westen aan de gemeente Meadows, in het oosten aan de gemeente Hughes Brook en in het noorden aan gemeentevrij gebied. 

## Demografie
Irishtown-Summerside maakt deel uit van de Agglomeratie Corner Brook. Tussen 1991 en 2021 kende de gemeente, net zoals de meeste gemeenten op Newfoundland, een dalende demografische trend. Enkel in de periode 2006–2011 was er een stijging.
| Jaar | Aantal inwoners | Verschil |
| ---- | --------------- | -------- |
| 1991 | 1.560           | –        |
| 1996 | 1.424           | -8,7%    |
| 2001 | 1.304           | -8,4%    |
| 2006 | 1.290           | -1,1%    |
| 2011 | 1.428           | +10,7%   |
| 2016 | 1.418           | -0,7%    |
| 2021 | 1.260           | -11,1%   |

### Taal
In 2021 hadden vrijwel alle inwoners van Irishtown-Summerside het Engels als moedertaal en was iedereen er die taal machtig. Hoewel slechts vijf mensen (0,4%) het Frans als moedertaal hadden, waren er 25 mensen die die andere Canadese landstaal konden spreken (2,0%). Vrijwel niemand was anno 2021 een andere taal dan het Engels of Frans machtig.